# Bhasan Char
Bhasan Char, « l’île qui flotte », anciennement connue sous l'appellation Thengar Char, est une île formée en 2006 par dépôt de limons dans le golfe du Bengale, à 60 km des côtes continentales. Elle fait partie de l'upazila de Hatiya au Bangladesh. Vierge jusqu'en 2017, l'île est urbanisée depuis par l'État bengali, pour y installer 100 000 réfugiés Rohingya. Les premiers transferts ont lieu en décembre 2020.

## Présentation

### Géographie
L'île s'est formée, en 2006, par accumulation de limon provenant de l'Himalaya ; « char » signifie île sédimentaire en bengali. Elle a une superficie de 40 km². Elle est inondable de juin à septembre à cause de la mousson.
L'ile n'a pas de rivière, ni d’eau douce, qui doit être apportée des régions du sud du Bangladesh. 
L'ile continue régulièrement de s'agrandir en superficie, car il y a toujours des dépôts de limon. Le relief de l'île ne dépasse guère le niveau de la mer. L'altitude maximale enregistrée ne dépasse pas 3 mètres de hauteur. Dans le même temps, au Bangladesh, chaque année, l'érosion, ainsi que l'avancée de la mer, fait disparaître jusqu'à des dizaines de kilomètres carrés de terres.    

### Urbanisation
Depuis 2017, l'île est protégée en partie par une digue de 3 m en remblai de terre, et l'État bengali l'aménage avec des logements collectifs, pour y installer les réfugiés Rohingya. Les maisons sont construites à un mètre au-dessus du sol, afin de protéger les réfugiés des raz-de-marée.
En janvier 2020, la zone urbanisée pour héberger 92 160 personnes comprend 1 440 bâtiments d'habitation : chacune des 120 unités de logement du complexe comprend 12 bâtiments sur pilotis de capacité unitaire 64 personnes, une mare, et un abri en béton destiné à protéger 23 familles en cas de cyclone,.

## Histoire
En juin 2015, le gouvernement bangladais suggère de réinstaller sur l'île, 100 000 réfugiés Rohingyas qui ont fui la Birmanie,, ; ce sera le projet d'urbanisation Ashrayan. Le Haut Commissariat des Nations unies pour les réfugiés qualifie la proposition comme étant un « défi logistique ». Malgré cela, le 26 janvier 2017, le gouvernement bangladais ordonne le déplacement des réfugiés,,. Human Rights Watch qualifie cela de « future catastrophe humanitaire et des droits de l'homme ».
En août 2019, le gouvernement annonce l'extension Ashrayan-3 du projet, pour atteindre 120 unités de logement. Les travaux publics s’élèvent à 309,5 millions de takas, soit une augmentation de 34% par rapport à l'allocation initiale. Les projets supplémentaires comprennent l'élévation du remblai de 2,7 m à 5,8 m, la construction de villages groupés, de stations d'hébergement, d'infrastructures de canalisation de l'eau, de routes et d'aménagement du territoire, en plus des 26 travaux existants dans le cadre du projet.
En janvier 2020, le projet avance malgré l'opposition des dirigeants rohingyas et des groupes de défense des droits de l'homme. Le ministre des affaires des réfugiés du Bangladesh déclare que l'île est « prête pour l'habitation », bien qu'il n'ait donné aucun calendrier pour la relocalisation. Le gouvernement n'a pas autorisé les journalistes étrangers ou les dirigeants Rohingyas à se rendre à Bhasan Char. L'île a moins de 20 ans, et certains pensent qu'il n'y a aucune garantie qu'elle ne disparaisse pas à la prochaine mousson.
Les opérations de transfert commencent le 4 décembre 2020. Un premier groupe de 1 640 personnes en provenance des camps du district de Cox’s Bazar dans le sud du Bangladesh, arrive sur l’île par bateau depuis le port de Chittagong. Juste avant le coup d'état militaire birman du 1er février 2021, un quatrième transfert porte à environ 6 700 le nombre de réfugiés déplacés sur l'île.